# Paraphoides errantaria
Paraphoides errantaria là một loài bướm đêm trong họ Geometridae.